# Olga Modrachová
Olga Modrachová   (Praga, 9 de maig de 1930 - Brno, 30 de gener de 1995) fou una atleta txeca, especialista en el pentatló, salt d'alçada, salt de llargada i curses de velocitat, que va competir entre finals de la dècada de 1940 i començaments de la de dècada de 1960. Es casà amb Jiří David.
El 1952 va prendre part en els Jocs Olímpics d'Estiu de Hèlsinki, on fou cinquena en la prova del salt d'alçada del programa d'atletisme. Quatre anys més tard, als Jocs de Melbourne, fou desena en la mateixa prova.
En el seu palmarès destaquen dues medalles de bronze al Campionat d'Europa d'atletisme, en el pentatló el 1950, i en el salt d'alçada el 1954. També guanyà tres medalles de plata i dues de bronze als International University Games, i trenta campionats nacionals en nombroses especialitats.

## Millors marques
- pentatló. 4.484 punts (1958)
- Salt d'alçada. 1,69 metres (1955)
- 80 metres tanques. 11.7" (1951)
- Salt de llargada. 5,70 metres (1954)[6]